# 真相衰退
真相衰退（Truth Decay）是珍妮佛·卡瓦纳（Jennifer Kavanagh）和迈克尔·D·里奇（Michael D.Rich）在2018年編寫的一本书，該書由兰德公司出版。它讨论了事实和分析在美国公共生活中的作用不断减少的问题。
该书提到了真理衰退的四个趋势：
- 人們对事实以及对事实和数据的分析和解释的分歧越来越大
- 观点与事实之间的界限模糊不清
- 观点和个人经验对事实的相对影响的增加
- 人們对以前受人尊重的事实信息来源的信任度下降 [2]